# Berimbau
El berimbau, birimbau o berimbau de peito (de pit) és un instrument de corda percudida fet d'una vara de fusta flexible i un filferro, als quals s'afegeix una caxixi i una carabassa, que fa de caixa de ressonància. El seu origen es troba a l'Àfrica central i subsahariana, on el seu ús està àmpliament documentat sota diferents noms i petites variants. L'instrument va arribar al Brasil portat pels esclaus d'Angola, on va arrelar fortament. El berimbau és l'acompanyament musical de la capoeira, una de les pràctiques culturals més idiosincràtiques del Brasil.

## Descripció
El berimbau està compost de tres parts fonamentals:
- una vara de fusta arquejada, prima i flexible d'entre 1,5 i 1,7 m (en portuguès beriba, o biriba, el nom de la planta de la que prové, molt comuna al Brasil);
- una corda de filferro (tradicionalment anomenada aname), preferiblement d'acer (que generalment prové de neumàtics de cotxe reciclats, donada la seva gran resistència), tensada entre els extrems de la vara;
- una carbassa arrodonida (cabaça) amb el cul tallat que es lliga a la part inferior de l'arc i que fa la funció de caixa de ressonància.

A més d'aquest cos, per fer sonar l'instrument es necessiten una pedra o moneda (anomenada dobrao), amb la que l'intèrpret pressiona la corda fent-ne canviar l'afinació, un caxixi i una bara de fusta o de bambú amb la que s'excita la corda de filferro. El músic recolza la carbassa sobre la seva panxa pel seu extrem tallat. Amb la mà esquerra (o dreta en el cas de que sigui esquerrà) subjecta l'instrument per la seva part central i controla la pressió i, per tant, l'afinació, mentre que amb la mà contrària percudeix la corda amb el pal. Aquesta mà és també la que subjecta el caxixi entre el dit mig i l'anular, de manera que cada cop que es colpeja la corda sona també l'idiòfon.

## Història
L'origen dels primers arcs musicals es remunta a la prehistòria. A la cova de Les Trois-frères, a França, n'observem una representació. De la mateixa manera, també a alguns punts d'Àsia i Oceania hi han evidències de l'existència d'arcs musicals des de temps molt remots. Però és a l'Àfrica subsahariana on la seva presència està més i millor documentada des de l'antiguitat fins a l'actualitat.
La història de l'arribada del berimbau al Brasil i el naixement dels seus usos en la capoeira és molt confusa, donada la manca de registres documentals que parlin de la seva recepció i adaptació al país sud-americà. Sabem que fins ben bé finals del s. XIX els cercles de capoeira s'acompanyaven per tambors o idiòfons de diferents tipus, i que les primeres representacions del berimbau en aquests contextos no arriben de manera generalment massiva i acceptada fins entrat el s. XX. Anteriorment a la seva incorporació a la pràctica de la capoeira, el berimbau era utilitzat com a reclam pels venedors ambulants i, també, com acompanyament habitual d'algunes pràctiques xamàniques.
La primera escola de capoeira en incorporar el berimbau fou la de Bahía. Les principals concentracions d'esclaus africans es localitzar als ports i les zones urbanes, on, per tant, la seva cultura va arrelar més ràpidament. Per això no ha de sorprendre que la història de l'instrument i les seves variants es pugui explicar des de les grans aglomeracions urbanes del Brasil.

## Tipus de berimbaus
Els berimbaus es classifiquen en funció del seu so, una característica depenent de la tensió de l'arc i la grandària i forma de la carbassa. Segons aquestes paràmetres el berimbau serà de tipus:
- Gunga o urucungo, de grans dimensions i amb el registre més greu.
- Berra-boi, amb una carbassa gran i un registre una mica més agut que el del tipus anterior.
- Meio, de dimensions i registre mitjà.
- Viola, amb una carbassa molt petita i el registre més agut.

Els quatre tipus de berimbau són usats a les rodes de capoeira, on cadascun realitza una funció diferent. El gunga o el berra-boi són els que dirigeixen la roda i els que, per tant, poden aturar-la o accelerar-la. El meio complementa aquesta funció i fa el toc contrari al del gunga o el berra-boi. I per acabar, el viola, que improvisa melòdicament en els moments més vius i ràpids de la roda.

## El berimbau a la capoeira

### Tocs
Tot i ser un instrument monocorde, el berimbau és capaç de reproduir una gran varietat de fórmules rítmiques que conformen el que es coneix com a tocs. Els tocs es basen en una seqüència bàsica de cinc cops sobre la corda, sobre els que cada escola ha anat desenvolupant els seus propis estils. La interpretació d'un o altre toc influirà en les característiques i la velocitat de la lluita en el cercle de Capoeira al que el berimbau acompanya. En un toc lent, per exemple, els jugadors no poden donar-se cops i tan sols els simulen, mentre que en un toc més ràpid, la intensitat de la lluita augmenta, s'accepta el contacte físic i es pot arribar a la violència real.

### Sons

Maneres d'aconseguir els tres sons del berimbau. A: so de brunzit. B: so agut. C: so obert

En l'acompanyament de la Capoeira el berimbau pot fer tres sons diferents:
- So de brunzit: en el que l'intèrpret recolza la base de la carbassa a la seva panxa i toca la corda únicament amb el dobrao.
- So obert: per aconseguir-lo és toca la corda directament amb el dit i a només un o dos centímetres del punt de contacte amb la carbassa. La carbassa està separada de la panxa i, per tant, té el cul obert.
- So agut: s'aconsegueix de la mateixa manera que l'anterior pel que fa a la distància entre la panxa de l'intèrpret i la carbassa, però el dobrao apreta amb força la corda a l'alçada habitual. En funció de la pressió que s'apliqui el so pot variar al voltant d'un to.

En tots els casos el pal o baqueta per percudir la corda i el caxixi s'empunyen amb l'altra mà. També es poden tocar altres sons, donat que les possibilitats tímbriques del berimbau són moltes més, però tan sols els tres exposats són utilitzats en la pràctica de la Capoeira. Es pot aconseguir un efecte wah-wah, per exemple, variant l'obertura de la carbassa respecte la panxa, aspecte molt discutit entre les diferents escoles de berimbau del Brasil.